# Анна Бургундская, герцогиня Бедфорд
Анна Бургундская (фр. Anne de Bourgogne; 30 сентября 1404 — 13 ноября 1432) — дочь Жана Бесстрашного и Маргариты Баварской, супруга Джона Ланкастерского, герцога Бедфорда из Бургундской ветви династии Валуа.

## Брак
В июне 1423 года в Труа согласно одному из условий Амьенского договора Столетней войны Анна вышла замуж за Джона Ланкастера, 1-го герцога Бедфорд, сына короля Англии Генриха IV. Брак должен был укрепить отношения между Англией и братом Анны, Филиппом Добрым, герцогом Бургундии. Этот союз был жизненно важен для поддержания успехов англичан во Франции, так как в 1422 году Джон был назначен регентом Франции на время малолетства его племянника, короля Англии Генриха VI, которому было семь месяцев во время смерти его отца 31 августа 1422 года. Враждебность между Бургундией и домом Валуа (который стал причиной войны арманьяков и бургиньонов) была одной из главных причин потерь, понесённых французами от рук англичан.

## Смерть и наследие
Джон и Анна были счастливы в браке. Их союз остался бездетным. Анна умерла 13 ноября 1432 года в Париже, в особняке Бурбонов рядом с Лувром. Она была похоронена в селестинском монастыре, а её сердце было помещено в монастырь августинцев. Её могила была спроектирована Гийомом Влутеном и, по словам одного историка, «входит в число наиболее важных парижских эффигий первой половины XV века». Из первоначального погребального памятника в селестинском монастыре (который был разрушен в 1849 году) сохранились две части: гизант (лежащая статуя), который находится в Лувре, и плевент (траурная статуя) в Музее Средневековья в Париже. Кости, найденные во время археологических раскопок селестинского монастыря в 1847 году, благодаря табличке с её именем были идентифицированы как останки Анны. В 1853 году останки были перевезены в Дижонский собор в Дижоне и похоронены в могиле её дедушки.
Смерть Анны знаменовала собой начало одной из двух катастрофических тенденций в истории Ланкастеров. В следующем году Джон женился на Жакетте Люксембургской, но из-за этого брака столкнулся с противодействием от брата Анны, герцога Бургундского Филиппа Доброго, по различным политическим причинам. С этого времени отношения между ними стали прохладными, кульминацией которых стали мирные переговоры в 1435 году между Бургундией и Карлом VII, изгнанным королём Франции. Позже в том же году Генриху VI было отправлено письмо, формально разрывающее их союз.